# Ponte Lungo
Ponte Lungo è una stazione della linea A della metropolitana di Roma.

## Storia
La stazione fu costruita come parte della prima tratta, da Anagnina a Ottaviano, della linea A della metropolitana di Roma, entrata in servizio il 16 febbraio 1980.

## Struttura e impianti
Ponte Lungo è una stazione sotterranea a due binari, che in tale tratto corrono in due distinte gallerie, serviti da due banchine centrali. Il piano binari, scavato a foro cieco, è collegato al mezzanino superficiale, scavato a cielo aperto, attraverso rampe di scale e scale mobili.
Può essere usata per lo scambio con le linee ferroviarie FL1, FL3 e FL5 presso la stazione di Roma Tuscolana, che è raggiungibile percorrendo a piedi via Gela per circa 200 metri.

## Interscambi
- Stazione ferroviaria (   Roma Tuscolana)
- Fermata autobus ATAC

## Servizi
La stazione dispone di:
- Biglietteria automatica